# Ben Gastauer
Ben Gastauer (Dudelange, 14 november 1987) is een Luxemburgs voormalig wielrenner. Gastauer reed zijn gehele carrière voor AG2R-Citroën en diens voorgangers sinds zijn debuut als professional in 2009. Hij staat bekend als een goede tijdrijder. Hij stopte na het seizoen 2021 door een blessure aan zijn bekkenbodem.

## Overwinningen
2005
 Luxemburgs kampioen tijdrijden, Junioren
2006
 Luxemburgs kampioen op de weg, Beloften
3e etappe Spar Arden Challenge
2007
 Luxemburgs kampioen op de weg, Beloften
2008
 Luxemburgs kampioen tijdrijden, Beloften
Ruota d'Oro
2009
 Luxemburgs kampioen op de weg, Beloften
 Luxemburgs kampioen tijdrijden, Beloften
1e etappe Tour des Pays de Savoie
Eindklassement Tour des Pays de Savoie
2015
1e etappe Ronde van de Haut-Var
Eindklassement Ronde van de Haut-Var
2016
Bergklassement Ronde van de Haut-Var

## Resultaten in voornaamste wedstrijden
| Jaar | Ronde van Italië | Ronde van Frankrijk | Ronde van Spanje |
| ---- | ---------------- | ------------------- | ---------------- |
| 2010 |                  |                     |                  |
| 2011 | 87e              |                     |                  |
| 2012 | 67e              |                     | 81e              |
| 2013 | 51e              |                     | 65e              |
| 2014 |                  | 21e                 |                  |
| 2015 |                  | opgave              |                  |
| 2016 |                  | 61e                 |                  |
| 2017 | 29e              | 37e                 |                  |
| 2018 |                  |                     | 36e              |
| 2019 | 79e              |                     |                  |
| 2020 | opgave           |                     |                  |

| Jaar | Milaan-San Remo | Gent-Wevelgem | Ronde van Vlaanderen | Parijs-Roubaix | Amstel Gold Race | Luik-Bast.‑Luik | Ronde van Lombardije | Waalse Pijl |  | WK op de weg |  | Wereldranglijsten |
| ---- | --------------- | ------------- | -------------------- | -------------- | ---------------- | --------------- | -------------------- | ----------- |  | ------------ |  | ----------------- |
| 2010 |                 | opgave        | opgave               | opgave         | 96e              | opgave          |                      | opgave      |  | opgave       |  |                   |
| 2011 |                 |               |                      |                |                  |                 | opgave               |             |  | 154e         |  |                   |
| 2012 |                 |               |                      |                | 98e              | opgave          |                      | opgave      |  | opgave       |  | 241e (UWT)        |
| 2013 | opgave          |               |                      |                |                  | opgave          | opgave               |             |  |              |  |                   |
| 2014 |                 |               |                      |                | 100e             | 106e            |                      | 55e         |  | 52e          |  |                   |
| 2015 |                 |               |                      |                | opgave           |                 |                      | 89e         |  |              |  |                   |
| 2016 |                 |               |                      |                | 87e              | 103e            |                      | 97e         |  |              |  |                   |
| 2017 |                 |               |                      |                |                  |                 |                      |             |  |              |  | 238e (UWT)        |
| 2018 |                 |               |                      |                | 70e              | opgave          | opgave               | 89e         |  | opgave       |  | 225e (UWT)        |
| 2019 |                 |               |                      |                |                  |                 | opgave               |             |  | opgave       |  | 1591e (UWR)       |
| 2020 |                 |               |                      |                |                  |                 | opgave               |             |  | opgave       |  |                   |

## Ploegen
- 2009 –  AG2R La Mondiale (stagiair vanaf 1-8)
- 2010 –  AG2R La Mondiale
- 2011 –  AG2R La Mondiale
- 2012 –  AG2R La Mondiale
- 2013 –  AG2R La Mondiale
- 2014 –  AG2R La Mondiale
- 2015 –  AG2R La Mondiale
- 2016 –  AG2R La Mondiale
- 2017 –  AG2R La Mondiale
- 2018 –  AG2R La Mondiale
- 2019 –  AG2R La Mondiale
- 2020 –  AG2R La Mondiale
- 2021 –  AG2R-Citroën